# Bahnstrecke Gittelde–Bad Grund
| Kursbuchstrecke: | 176e (-> bis Bad Grund-Roland 1934) 200c (1944) 200d (1946) |                           |                           |
| Streckenlänge: | 4,21 km                                                     |                           |                           |
| Spurweite: | 1435 mm (Normalspur)                                        |                           |                           |
| |                                                             |                           |                           |
| \| \| \| von Seesen \| \| \| \| 0,0 \| Gittelde/Bad Grund (Harz) \| Gittelde/Bad Grund (Harz) \| \| \| \| nach Herzberg \| \| \| \| 0,8 \| Windhausen \| Windhausen \| \| \| 3,0 \| Laubhütte \| Laubhütte \| \| \| 3,34 \| Braunschweig/Hannover \| Braunschweig/Hannover \| \| \| \| Bad Grund \| \| \| \| 4,2 \| Bad Grund Pbf \| Bad Grund Pbf \| |                                                             |                           |                           |
| Strecke |                                                             | von Seesen                | von Seesen                |
| Bahnhof | 0,0                                                         | Gittelde/Bad Grund (Harz) | Gittelde/Bad Grund (Harz) |
| Abzweig ehemals geradeaus und nach rechts |                                                             | nach Herzberg             | nach Herzberg             |
| Haltepunkt / Haltestelle (Strecke außer Betrieb) | 0,8                                                         | Windhausen                | Windhausen                |
| Bahnhof (Strecke außer Betrieb) | 3,0                                                         | Laubhütte                 | Laubhütte                 |
| Grenze (Strecke außer Betrieb) | 3,34                                                        | Braunschweig/Hannover     | Braunschweig/Hannover     |
| Dienststation / Betriebs- oder Güterbahnhof (Strecke außer Betrieb) |                                                             | Bad Grund                 | Bad Grund                 |
| Kopfbahnhof Streckenende (Strecke außer Betrieb) | 4,2                                                         | Bad Grund Pbf             | Bad Grund Pbf             |

Die Bahnstrecke Gittelde–Bad Grund war eine Kleinbahn in Niedersachsen.

## Geschichte

Die Station Laubhütte in den ersten Betriebsjahren

Erbaut und betrieben wurde die Strecke von der Kleinbahn Gittelde-Grund GmbH. Diese wurde mit Kapital des Preußischen Staates, der Provinz Hannover sowie des preußischen Kreises Zellerfeld und der Stadt Grund gegründet, um diese – eine der sieben Harzer Bergstädte – an die 1870/71 erbaute Bahnstrecke Herzberg–Seesen anzuschließen. Der Anschlussbahnhof Gittelde lag – ebenso wie der größte Teil der Strecke – im Gebiet des Herzogtums Braunschweig. Neben dem Personenverkehr, der am 1. Mai 1910 eröffnet wurde, ging es vor allem um den Abtransport von Erz, das in der Grube „Hilfe Gottes“ gefördert wurde. Daher fuhren schon ab 15. April 1910 Güterzüge auf der nur vier Kilometer langen, normalspurigen Kleinbahnstrecke.
Die Betriebsführung übernahm zuerst die KED Cassel der Preußischen Staatseisenbahn, ab 1924 das Landeskleinbahnamt Hannover und ab 1959 die Osthannoverschen Eisenbahnen.
Obwohl Grund ein Kurort ist und seit 1916 den Zusatz „Bad“ trägt, spielte die Personenbeförderung nur eine geringe Rolle für die Bahn. Eine Ursache dafür lag in der ungünstigen Lage des Bahnhofs südlich zum Ort. So setzte sie schon ab 19. Mai 1930 überwiegend eigene Kraftomnibusse von Bad Grund nach Gittelde, aber auch nach dem Knotenpunkt Seesen ein. Seit Ende 1962 fuhren keine Personenzüge mehr.
Den Betrieb führte zunächst die Preußische Staatsbahn, bis das Landeskleinbahnamt Hannover 1924 an deren Stelle trat. Nach seiner Auflösung oblag ab 1959 den Osthannoverschen Eisenbahnen AG die Betriebsführung bis zur endgültigen Stilllegung der Bahn am 30. Dezember 1971. Diese war auf die Verlagerung der Erztransporte auf Lastkraftwagen zurückzuführen. Die Firma lautete zuletzt Eisenbahn Gittelde-Bad Grund GmbH.
Die Strecke wurde 1972 abgebaut. Der Lokschuppen der Bahn existiert heute noch in Almstedt-Segeste. Er wurde 1984 in Bad Grund von Eisenbahnfreunden abgebaut, 1987 konnte Richtfest gefeiert werden und seit 1989 beherbergt er die Fahrzeuge der Eisenbahnfreunde der Almetalbahn an der Bahnstrecke Bodenburg–Sibbesse.

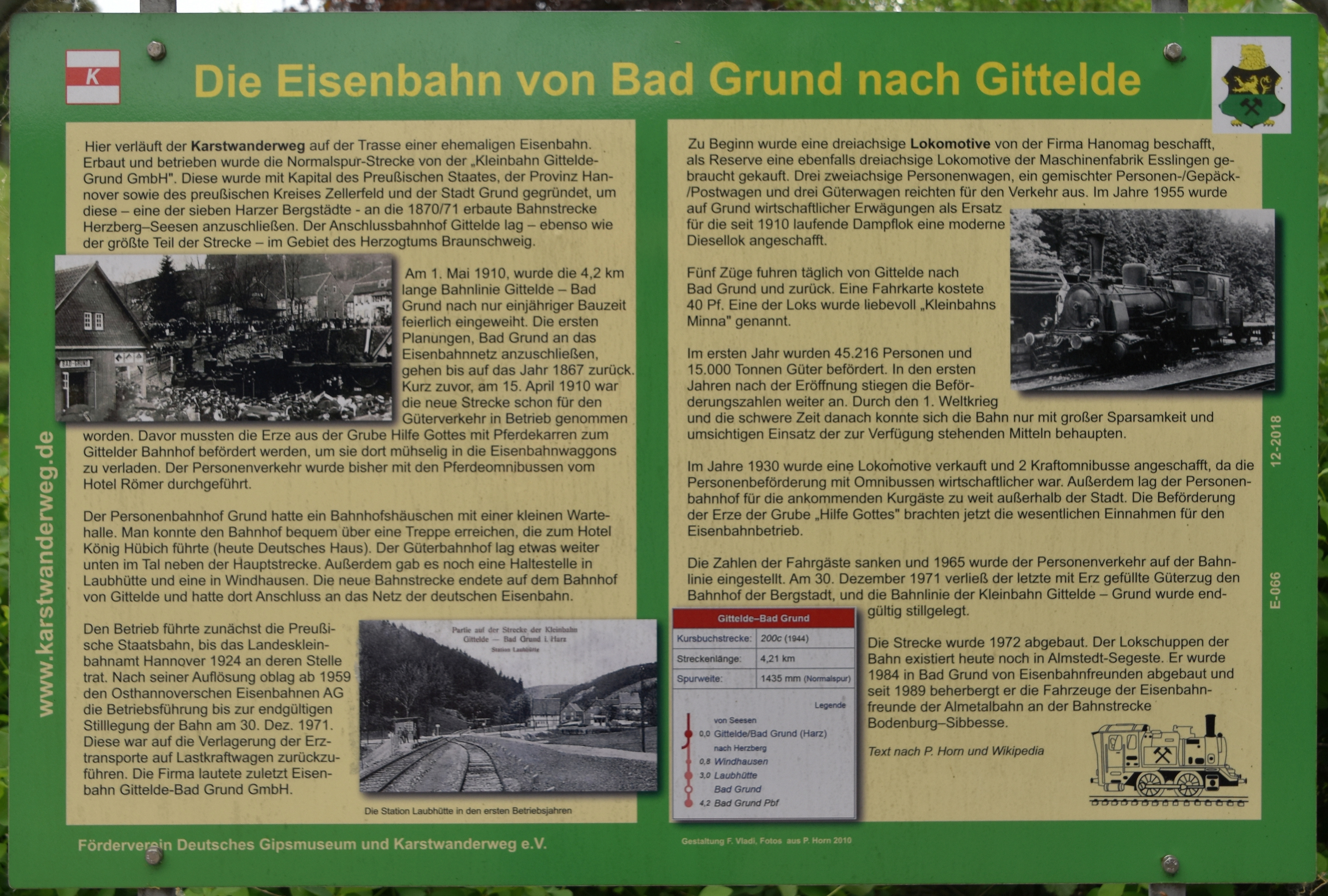
Informationstafel des Karstwanderwegs

Die stillgelegte Bahntrasse ist auf ganzer Strecke als Fußgänger- und Radweg ausgebaut und am Rathaus in Windhausen mit einer Informationstafel zur Geschichte der Strecke beschildert.

## Fahrzeuge
Zu Beginn wurde eine dreiachsige Lokomotive von der Firma Hanomag beschafft, als Reserve eine ebenfalls dreiachsige Lokomotive der Maschinenfabrik Esslingen gebraucht gekauft. Drei zweiachsige Personenwagen, ein gemischter Personen-/Gepäck-/Postwagen und drei Güterwagen reichten für den Verkehr aus. 1930 wurde eine Lok verkauft.
Die verbliebene Dampflok wurde 1955 durch eine fabrikneue Diesellok der Baureihe 400 C von MaK ersetzt.